# Wolfgang Grzyb
Wolfgang Grzyb (ur. 29 lipca 1940 w Brunszwiku, zm. 7 października 2004 tamże) – niemiecki wszechstronny piłkarz grający na każdej pozycji z pola. Zawodnik Eintrachtu Brunszwik.

## Kariera piłkarska
Wolfgang Grzyb karierę piłkarską rozpoczął w 1958 roku w juniorach TSV Kaierde, w których grał do 1960 roku. Następnie w latach 1960–1964 reprezentował barwy juniorów SV Alfeld, a potem grał w latach 1964–1966 w amatorskiej drużynie Eintrachtu Brunszwik, z którą w sezonie 1964/1965 wywalczył amatorskie wicemistrzostwo Landesligi Dolnej Saksonii, a w sezonie 1965/1966 zajął 3. miejsce w Landeslidze Dolnej Saksonii. Dzięki swoim osiągnięciom zwrócił uwagę Dolnosaksońskiego Związku Piłki Nożnej (NFV) i DFB. Wolfgang Grzyb, który w tym czasie był najczęściej używany w ataku, został powołany do amatorskiej drużyny Dolnej Saksonii na Länderpokal. Po wygranej rywalizacji z drużyną Bremy (4:1, 1:1), Dolnego Renu (3:2 p.d.) oraz 19 maja 1966 roku w półfinale z drużyną Badenii Północnej drużyna awansowała do finału rozgrywek, w którym 17 czerwca 1966 roku w Minden przegrała 0:1 z drużyną Westfalii. Mimo tego Grzyb oraz jego koledzy z drużyny: Rüdiger Halbe i Wolf-Rüdiger Krause wkrótce podpisali kontrakty zawodowe z Eintrachtem Brunszwik na sezon 1966/1967.
W latach 1966–1978 rozegrał 350 meczach, których zdobył 25 goli (w tym 305 meczów i 19 goli w Bundeslidze). Jest rekordzistą w klubie pod względem liczby występów w europejskich pucharach (16 meczów, 1 gol) oraz jedynym podstawowym zawodnikiem klubu z sezonu 1966/1967, kiedy to Lwy zdobyły mistrzostwo Niemiec i z lat 1974–1977 pod wodzą trenera Branko Zebeca. Debiut w Bundeslidze zaliczył 7 września 1966 roku jako prawy obrońca w wygranym 0:1 meczu wyjazdowym z Eintrachtem Frankfurt. Obrona w tym czasie funkcjonowała w systemie mistrzostw świata, składała się z dwóch obrońców: Klausa Meyera i Jürgena Molla oraz z ofensywnych zawodników: Joachima Bäse, Petera Kaacka oraz Waltera Schmidta. Oprócz mistrzostwa Niemiec w sezonie 1966/1967 Grzyb dwukrotnie zajął z klubem 4. miejsce (1968/1969 – przegrana różnicą goli z trzecią Borussią Mönchengladbach pod wodzą trenera Helmutha Johannsena, 1970/1971 pod wodzą trenera Otto Kneflera). Po spadku Lwów z Bundesligi w sezonie 1972/1973 po roku absencji awansował w sezonie 1973/1974 do Bundesligi (ostatni sezon, kiedy to Regionalliga była drugim poziomem rozgrywkowym w RFN), a Grzyb rozegrał 38 meczów, w których zdobył 6 goli, natomiast w sezonie 1976/1977 pod wodzą trenera Branko Zebeca był z klubem bliski zdobycia drugiego mistrzostwa Niemiec, jednak o 1 punkt przegrał z Borussią Mönchengladbach i ostatecznie zakończył rozgrywki ligowe na 3. miejscu. Grzyb miał wówczas 36 lat i występował jako prawy obrońca w systemie Branko Zebeca.
W 1971 roku Grzyb został skazany na karę grzywny w wysokości 4 400 marek niemieckich za udział w skandalu w Bundeslidze 1971, polegającego na ustawianiu meczów w Bundeslidze.
30 sierpnia 1975 roku podczas wygranego 3:2 meczu domowego z Werderem Brema, w 61. minucie otrzymał czerwoną kartkę za kłótnię z dwa lata młodszym od siebie sędzią Manfredem Scheffnerem z Nußloch, stając się tym samym pierwszym zawodnikiem BTSV, który otrzymał czerwoną kartkę w Bundeslidze (Eintracht Brunszwik ustanowił rekord fair play jedenastu sezonów z rzędu bez czerwonej kartki).
Ostatni mecz w Bundeslidze rozegrał 17 grudnia 1977 roku w przegranym 5:0 meczu wyjazdowym z VfB Stuttgart. Po sezonie 1977/1978 w wieku 37 lat zakończył piłkarską karierę.

## Kariera reprezentacyjna
Wolfgang Grzyb 20 marca 1966 roku rozegrał swój jedyny mecz w amatorskiej reprezentacji RFN w zremisowanym 2:2 meczu towarzyskim z amatorską reprezentacją Francji, zmieniając w drugiej połowie Gerharda Faltermeiera na lewym skrzydle.

## Styl gry
Był szybkim biegaczem, a czasem świetnym technikiem. Trener Eintrachtu Brunszwik – Helmuth Johannsen powiedział, że Grzyb przyniósł do swojej gry solidność zdobytą z zawodzie kowala. Należy to rozumieć jako wskazanie jego odporności, a nie jego twardości w stosunku do innych zawodników. Rzadko doznawał kontuzji i bardzo długo pozostawał aktywny. W latach 70. zawodowi piłkarze zwykle kończyli swoje kariery w wieku od 30 do 33 lat, natomiast Grzyb w wieku 35 lat dalej stanowił o sile jednego z najlepszych klubów piłkarskich w Niemczech. W ostatnich latach kariery był najstarszym zawodnikiem Bundesligi. Niektóre z jego najlepszych meczów pochodzą właśnie z tego okresu. W 1974 roku po odzyskaniu świetnej formy, mimo wieku, często grał na pozycji obrońcy, który awansował na zewnętrznego napastnika poprzez szybkie przebiegi bez przeciwników i tam pokonał środkowego napastnika Wolfganga Franka.

## Statystyki

### Reprezentacyjne
| Reprezentacja  | Rok     | Mecze | Bramki |
| -------------- | ------- | ----- | ------ |
| RFN (amatorzy) | 1966    | 1     | 0      |
| Łącznie        | Łącznie | 1     | 0      |

| Mecze i gole w reprezentacji | Mecze i gole w reprezentacji | Mecze i gole w reprezentacji | Mecze i gole w reprezentacji | Mecze i gole w reprezentacji | Mecze i gole w reprezentacji |
| RFN (amatorzy)               | RFN (amatorzy)               | RFN (amatorzy)               | RFN (amatorzy)               | RFN (amatorzy)               | RFN (amatorzy)               |
| Lp.                          | Data                         | Przeciwnik                   | Wynik                        | Rozgrywki                    | Uwagi                        |
| ---------------------------- | ---------------------------- | ---------------------------- | ---------------------------- | ---------------------------- | ---------------------------- |
| 1.                           | 20.03.1966                   | Francja (amatorzy)           | 2:2                          | Mecz towarzyski              | od 46'                       |

## Sukcesy
Eintracht Brunszwik
- Mistrzostwo Niemiec: 1967
- 3. miejsce w Bundeslidze: 1977
- Wicemistrzostwo Landesligi Dolnej Saksonii: 1965
- 3. miejsce w Landeslidze Dolnej Saksonii: 1966
- Awans do Bundesligi: 1974

Dolna Saksonia
- Finał Länderpokalu: 1966

## Życie prywatne
Wolfgang Grzyb był żonaty, miał dwóch synów i mieszkał w dzielnicy Brunszwiku – Waggum. Z wykształcenia kowal i zapalony tenisista. Pracował w dużym browarze w serwisie maszynowym. Zmarł 7 października 2004 roku w Brunszwiku.